# 雄別鉄道
雄別鉄道（ゆうべつてつどう）は、北海道釧路支庁管内釧路市の根室本線釧路駅から、同管内阿寒郡阿寒町（現・釧路市阿寒町）の雄別炭山駅までを結んでいた鉄道路線などを運営していた炭鉱鉄道会社。
雄別鉄道の親会社である雄別炭礦が運営していた尺別鉄道線についても本項で記載する。

## 概要
東京証券取引所一部上場企業雄別炭礦の子会社として三菱金曜会に所属していた。本社は東京都千代田区丸の内1-2永楽ビルに所在した。1960年の総社員数は4,828名、売上高は678億円であった。
元は炭鉱鉄道会社の雄別炭礦鉄道が炭鉱と鉄道を一体で経営と運営を行っていたが、1959年（昭和34年）9月1日に雄別炭礦株式会社を親会社として、鉄道部門を経営分離し雄別鉄道株式会社が発足した。ただし尺別線（当時は専用鉄道）は雄別炭礦による経営として継続した。
1969年、茂尻鉱（赤平市）で発生したガス爆発事故が原因で同坑が廃坑に追い込まれ、1970年2月以降の社員の給与支払いの見通しが立たなくなるほど急激に資金繰りが悪化したことで雄別炭礦も閉山し、同年4月に住人の移転作業が終了し鉄道業務も停止した。
倒産直前の1970年2月に再び雄別炭礦に吸収合併されたのは、大谷正春によると鉄道財団の一般職員として給与を提供するためであったとされる。実際、第63回国会　衆議院　石炭対策特別委員会議事録にて「本来特別閉山交付金制度の対象に含まれないものの鉄道は石炭を運ぶための事業として解釈し含むこととした。雄鉄バスは石炭とは直接関係がないため含まれない」といった趣旨の答弁が残っている。その他に炭鉱閉山で失職する鉄道従業員に対して炭鉱職員の身分を与え、離職者手帳の交付対象に加えるためとも云われている。しかし、第96回国会商工委員会議事録には「雄別炭礦の岡田社長が雄別閉山のときに、閉山交付金は直轄事業員には支払われたけれども、雄別鉄道の組合員には払われなかった。これは私に責任がある。と言って当時の世田谷の私邸を売った」との対馬孝且委員の発言記録も残っている。
結果的にはそれなりの旅客需要がありながら近郊鉄道として更生ができず、鉄道が炭礦と運命を共にすることになった。

## 鉄道事業
以下の路線を所有・運営していた。データは廃止直前のもので、すべて軌間1067 mm、全線単線・非電化である。
- 雄別本線：釧路 - 雄別炭山間 44.569 km 12駅 タブレット閉塞式
- 鶴野線：鶴野 - 新富士間 4.352 km 2駅
鶴野線の開業以降、鳥取側線（雄鉄昭和（旧・鳥取信号所） - 新富士）は廃止となる。
- 埠頭線：新富士 - 雄別埠頭（現・北埠頭）間 2.689 km 2駅
- 新釧路構外側線：新釧路 - 水面貯木場間 2.530 km
- 尺別鉄道線（雄別炭礦直営）：尺別 - 尺別炭山間 10.8 km 6駅 票券閉塞式

「釧美線」として雄別本線と相生線を連絡する計画もあったが、相生線も1985年に廃止となっている。

### 雄別鉄道線

#### 歴史
- 1921年（大正10年）3月8日- 北海炭礦鉄道に対し鉄道免許状下付（国有鉄道釧路停車場-阿寒郡舌辛村字大祥内）[7]
- 1923年（大正12年）
  - 1月17日- 釧路 - 雄別炭山間（雄別本線）が開業[8][1]。
  - 6月14日- 古潭駅開業[9]。
- 1924年（大正13年）3月18日- 北海炭礦鉄道から雄別炭礦鉄道に社名変更[1]。
- 1925年（大正14年）9月20日- 湯波内駅を開業[1]。
- 1926年（大正15年）
  - 5月- 富士製紙釧路工場専用側線を開業[1]。
  - 10月20日- 穏禰平駅を開業[10][1]。
  - 11月26日- 新釧路 - 平戸前（後の北斗駅）間に釧路川信号所開設。
- 1935年（昭和10年）9月20日- 新釧路 - 平戸前間の釧路川信号所廃止。
- 1945年（昭和20年）7月14日- 釧路空襲の際、列車が機銃掃射を受け5人死亡[11]
- 1950年（昭和25年）5月1日- 舌辛駅を阿寒駅に改称。
- 1951年（昭和26年）
  - 4月11日- 鳥取信号所（後の雄鉄昭和駅）開設。
  - 7月1日- 釧路埠頭倉庫の鉄道部門一切を譲り受け、埠頭線（専用鉄道）とする。
- 1952年（昭和27年）
  - 3月4日- 十勝沖地震により埠頭線の高架線築堤、石炭桟橋破損、新釧路川橋梁橋脚ズレ発生。2週間の運行停止。
  - 8月1日- 埠頭線に対し専用鉄道を地方鉄道に変更認可。
  - 9月11日- 鳥取信号所 - 新富士間、新富士 - 雄別埠頭（後の北埠頭駅）間（埠頭線）開業。
- 1953年（昭和28年）4月11日- 新雄別駅を開業。
- 1956年（昭和31年）
  - 3月21日- 平戸前駅を北斗駅、穏禰平駅を山花駅、湯波内駅を桜田駅に改称。
  - 9月1日- 真澄町駅を開業。
- 1957年（昭和32年）8月1日- ディーゼルカー運行開始により客貨分離。釧路 - 雄別炭山間が約2時間から半分の約1時間に短縮。
- 1959年（昭和34年）9月1日- 雄別鉄道を設立し同社に鉄道部門（釧路 - 雄別炭山間、新富士 - 雄別埠頭間）を譲渡[1]。
- 1960年（昭和35年）3月1日- 中園駅開業。
- 1967年（昭和42年）1月12日- 新釧路 - 水面貯木場間、貨物線敷設開業（水面貯木場は1966年（昭和41年）8月30日竣工）。
- 1968年（昭和43年）
  - 1月20日- 雄鉄昭和駅（鳥取信号所から変更）[1]、鶴野駅を開業。
  - 1月21日- 雄鉄昭和 - 新富士間（鳥取側線）を廃止。鶴野 - 新富士間（鶴野線）が開業。
- 1970年（昭和45年）
  - 2月12日- 雄別鉄道が雄別炭礦に吸収合併。
  - 4月16日- 釧路 - 雄別炭山間（雄別本線）、鶴野 - 新富士間（鶴野線）が廃止[1]。新富士 - 雄別埠頭間（埠頭線）を釧路開発埠頭に譲渡。
- 1984年（昭和59年）2月1日- 釧路開発埠頭 新富士 - 北埠頭間（埠頭線）が廃止。

#### 駅一覧・接続路線
全駅北海道釧路市内に所在。接続路線の事業者名等は当路線廃止時点。
雄別本線
| 駅名       | 駅間 営業キロ | 累計 営業キロ | 接続路線               |
| ---------- | ------------- | ------------- | ---------------------- |
| 釧路駅     | 0.0           | 0.0           | 日本国有鉄道：根室本線 |
| 新釧路駅   | 1.2           | 1.2           |                        |
| 中園駅     | 2.3           | 3.5           |                        |
| 雄鉄昭和駅 | 2.4           | 5.9           |                        |
| 北園駅     | 1.4           | 7.3           |                        |
| 鶴野駅     | 2.2           | 9.5           | 雄別鉄道：鶴野線       |
| 北斗駅     | 5.0           | 14.5          |                        |
| 山花駅     | 4.4           | 18.9          |                        |
| 桜田駅     | 6.3           | 25.2          |                        |
| 阿寒駅     | 6.1           | 31.3          |                        |
| 古潭駅     | 7.4           | 38.7          |                        |
| 新雄別駅   | 1.2           | 39.9          |                        |
| 真澄町駅   | 0.7           | 40.6          |                        |
| 雄別炭山駅 | 3.5           | 44.1          |                        |
大正時代-昭和時代初期に架けて、いずれも富士製紙釧路工場向けの木材積み込み用に、布伏内（古潭駅構内）、南舌辛（阿寒川橋梁付近）、仁々志別（詳細不明、北斗駅近辺の仁々志別川橋梁付近?）の仮貨物駅が設けられた。
新釧路構外側線
新釧路駅 - 水面貯木場
- 新釧路駅：雄別本線

鶴野線
鶴野駅 - 新富士駅
- 鶴野駅：雄別本線
- 新富士駅：根室本線

埠頭線
新富士駅 - 雄別埠頭駅（後の北埠頭駅）
- 新富士駅：根室本線

#### 運行形態
廃止直前の時点では釧路 - 雄別炭山間に気動車による旅客列車が1日7往復（この他、雄別炭礦勤務者用の区間便として古潭 - 雄別炭山間の客車列車が数本）、貨物列車は1日13往復（埠頭線9往復）運行されていた。路線が比較的平坦だったこともあり、旅客列車の気動車は客車（後述）を連結した状態でも全線を約1時間で走破する俊足ぶりを見せていた。

#### 車両

##### 気動車
気動車を6両保有していた。　
キハ49200Y形 (1 - 3)
国鉄のキハ21形と同型（キハ49200はキハ21形の称号改称前の形式称号で、「Y」は雄別の頭文字）で、側窓もバス窓と通称された上段がHゴム支持の一段上昇窓だったが便所は設置されず、台車はTR29タイプの菱枠形台車で、ブレーキシステムも機械式気動車で使用されていたGP-S形だった。
キハ100形 (104 - 106)
窓割はキハ49200Y形と同様ながら側窓はキハ22形タイプの一段上昇窓となり、便所も設置された。台車もDT22と同形のウィングバネ台車 (NP1A/NP2A) となったが、ブレーキはGP-S形のままであった。なお、廃線前年の1969年に新造されたキハ106のみ片運転台で、運転台の無い側の車端が小さい荷物室になっており、同じ片運転台のキハ25形とは便所の位置も異なっていた。
廃止後は全車が関東鉄道に譲渡され、49200Yはキハ760形761 - 763、キハ104 - 106はキハ810形811 - 813へとそれぞれ改番された。キハ761 - 763とキハ811・812（便所を撤去）は筑波線（後の筑波鉄道）に、キハ813はブレーキシステムのDA1への変更、便所と荷物室の撤去、座席のロングシート化を行って常総線に配置された。現在はすべて廃車となっている。

##### 機関車
炭坑閉山まで本線上の貨物列車・混合列車・雄別炭礦勤務者用列車は全て蒸気機関車で運用されていた。廃線後、蒸気機関車のC11形は釧路市阿寒町の「赤いベレー」内の「炭鉱と鉄道館」で、8700形は釧路製作所で静態保存されている。また河口湖自動車博物館・飛行舘にあった205は1984年（昭和59年）ごろに富士急ハイランドから移動してきた三井埠頭の3号機に置き換えられ、以降は行方不明となっている。一説では、その後東京西武デパートでの競売で埼玉県の幼稚園に買い取られ保存されたが、程なく解体されたともいわれる。

##### 蒸気機関車
10形（2両）
11, 12 : 1911年コッペル製のCタンク式16.44 t機。全長6,280 mm、動輪径830  mm、使用圧力12 kg/cm2。大祥内専用線と雄別炭山駅構内の入換用に使用された。
100形（3両）
103, 104 : 1922年コッペル製の1-C-1タンク式40.54 t機。全長9,440 mm、動輪径1,100 mm、使用圧力12 kg/cm2。
106 : 1925年製の同形機。
200形（1両）
205 : 1923年コッペル製のCタンク式29.88t機。全長8,166 mm、動輪径900 mm、使用圧力12 kg/cm2。
7200形（3両）
7212, 7221, 7222 : 旧国鉄7200形。1896年/1897年製ボールドウィン製1-Cテンダー式26.27 t機。全長13,519 mm、動輪径1,070  mm、使用圧力9.9 kg/cm2。1938年に国鉄より払下げ。
8700形（2両）
旧国鉄8700形。1913年汽車製造製2-Cテンダー式49.75 t機。全長18,101 mm、動輪径1,600 mm、使用圧力12.7 kg/cm2。
8721 : 1953年に国鉄より払下げ。
8722 : 1958年に北海道拓殖鉄道より譲受け。
9040形（2両）
9045 : 旧国鉄9040形1897年ボールドウィン製1-Dテンダー式39.31 t機。全長14,561 mm、動輪径1,067 mm、使用圧力9.8 kg/cm2。1940年に国鉄より払い下げ。
9046 : 1918年ボールドウィン製1-Dテンダー式。三菱美唄鉄道1形。1950年に三菱美唄鉄道より譲受け（形態はほぼ同じだが、国鉄9040形とは無関係）。
C11形（5両）
国鉄C11形の同形機および国鉄払い下げ車。1-C-2タンク式66.0 5t機。全長12,650 mm、動輪径1,520 mm、使用圧力15 kg/cm2
C111 : 1947年日本車輌製造製。1957年に江若鉄道より譲受け。2018年より東武鉄道で動態保存。
C113 : 1932年汽車製造製。1964年に国鉄より払下げ。
C118 : 1942年日立製作所製。1952年に松尾鉱業鉄道より譲受け。
C1165 : 1935年川崎車輛製。1961年に国鉄より払下げ。
C11127 : 1937年日本車輌製造製。1962年に国鉄より払下げ。
C56形（1両）
1001 : 国鉄C56形と同形の自社発注車。1941年三菱重工業製1-Cテンダー式37.63 t機。全長14,325 mm、動輪径1,400  mm、使用圧力14 kg/cm2。1969年日立製作所のテレビCMに登場。車体は白く塗られ冷蔵庫を載せた貨車を牽引した。撮影後しばらくは白いまま使用されていたという

##### ディーゼル機関車

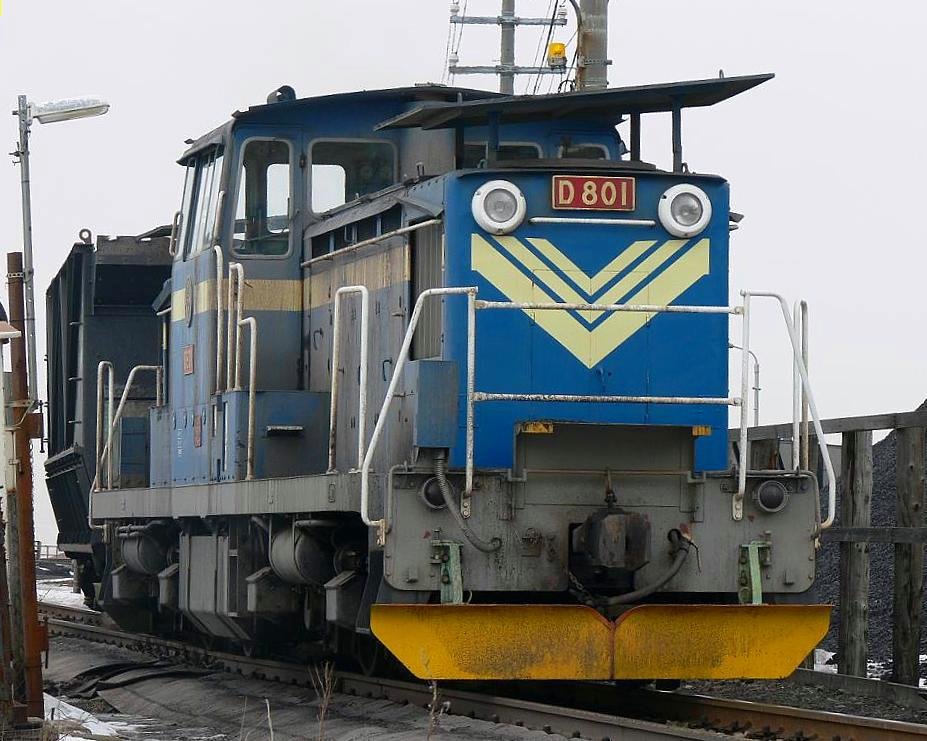
YD1301の後身である太平洋石炭販売輸送D801

YD13形（1両）
YD1301 : 国鉄DD13形ディーゼル機関車と同大のセンターキャブ式の液体式ディーゼル機関車。1966年日本車輌製造製の自社発注車。B-B 55t機。全長13,600  mmでロッド駆動、機関はDMF31SB×2基搭載（1000 ps/1,500 rpm）。国鉄機より大きい1:4.72の歯車比の減速機を有す。埠頭線と鶴野線で使用された。当鉄道廃止後は釧路開発埠頭線に移籍してKD1301となり、同線廃止後は太平洋石炭販売輸送のD801として使用されている。

##### 客車
開業にあたり2軸客車3両を新製し1923年に国鉄より2軸客車4両の払下げを受ける。のちにこれらの車両は1両をのぞき尺別鉄道に転じる。戦時中には木製ボギー車1両が国鉄より入線。戦後に入線した客車はすべて国鉄から払い下げられた木製ボギー客車と元北海道鉄道の流線型内燃動車。内燃動車導入により一部は同じ塗装となりキサハ化（車内放送設備、キハの戸閉スイッチ取付）され、残りはは通勤用や予備車として1両を除き廃線まで残っていた。
| 使用開始 | 番号             | 製造年 | 製造所           | 廃車 | 購入元 | 経歴                                                       | 備考                            |
| -------- | ---------------- | ------ | ---------------- | ---- | ------ | ---------------------------------------------------------- | ------------------------------- |
| 1922     | ハ1              | 1922   | 日本車輌         | 1957 | 新製   |                                                            | 尺別鉄道                        |
| 1922     | ハ2              | 1922   | 日本車輌         | 1957 | 新製   |                                                            | 尺別鉄道                        |
| 1922     | ハ3              | 1922   | 日本車輌         | 1957 | 新製   |                                                            | 尺別鉄道                        |
| 1923     | ハ4              | 1893   | 平岡工場         | 1957 | 国鉄   | 参宮鉄道に6→国鉄ハ2358                                     | 尺別鉄道                        |
| 1923     | フハ5            | 1897   | 神戸工場         | 1957 | 国鉄   | 国鉄フハ3103                                               | 尺別鉄道                        |
| 1923     | ハ6←ロ772        | 1872   | 新橋工場         | 1958 | 国鉄   | 鉄道作業局ロ2→国鉄ロ772                                    |                                 |
| 1923     | フハ7←フロ840    | 1897   | 月島仮工場       | 1957 | 国鉄   | 北海道官設鉄道は1→国鉄フロ840                              | 尺別鉄道                        |
| 1941     | コハ1            | 1914   | 汽車製造         | 不明 | 国鉄   | 長州鉄道ホロハ1→国鉄コロハ5735 →芸備鉄道コロ1→国鉄コロ1    |                                 |
| 1950     | コハ2            | 1935   | 日本車輌         | 1970 | 国鉄   | 北海道鉄道 (2代)キハ501→国鉄キハ40351                      |                                 |
| 1950     | ナハ11           | 1926   | 日本車輌         | 1970 | 国鉄   | ナハ35225→23670                                            | キサハ化                        |
| 1950     | ナハ12           | 1937   | 日本車輌         | 1970 | 国鉄   | 北海道鉄道 (2代)キハ551→国鉄キハ40361                      | キサハ化                        |
| 1950     | ナハ13           | 1940   | 日本車輌         | 1970 | 国鉄   | 北海道鉄道 (2代)キハ554→国鉄キハ40364                      | 1960年尺別鉄道貸与              |
| 1952     | ナハ14           | 1903   | 日本鉄道大宮工場 | 1970 | 国鉄   | 日本鉄道いろ63→国鉄イネロ5052 →ホロネロ5082→252→ホハフ2631 | 1954年鋼体化 1969年尺別鉄道貸与 |
| 1953     | ナハ15←ハニ19115 | 1912   | 大宮工場         | 1970 | 国鉄   | オロシ9217→17756→スハニ19115                               |                                 |
| 1956     | ナハ16           | 1911   | 小倉工場         | 1962 | 国鉄   | ホユフ8751→ナユフ8574→ナユ16008→ナユニ16465                |                                 |
| 1956     | ナハ17           | 1914   | 札幌工場         | 1970 | 国鉄   | ナハニ8488→15726                                           | キサハ化                        |
| 1957     | ナハ18           | 1912   | 大宮工場         | 1970 | 国鉄   | ナユニ8757→ナユニ16269→ナエ17174                           |                                 |
| 1958     | ナハ19           | 1918   | 大宮工場         | 1970 | 国鉄   | ナシ20802→10372→オニ16638 →ナハ12738→ナヤ16937→ナル17647   |                                 |

#### 運輸実績
| 年度               | 旅客（人） | 貨物（t） |      |
| ------------------ | ---------- | --------- | ---- |
| 1923年（大正12年） | 79,182     | 127,092   | [26] |
| 1925年（大正14年） | 105,779    | 196,927   | [26] |
| 1939年（昭和14年） | 124,858    | 743,923   | [27] |
| 1947年（昭和22年） | 474,251    | 366,659   | [28] |
| 1965年（昭和40年） | 1,073,814  | 1,619,000 | [29] |
| 1968年（昭和43年） | 1,462,147  | 1,660,000 | [29] |

### 尺別鉄道線
雄別鉄道の親会社の雄別炭礦が運営していた。機関庫は新尺別に置かれ、蒸気機関車C12形を3両、客車4両、貨車11両を保有していた。尺別炭礦の軽便鉄道による運炭軌道（通称「軌道」）が始まりで、1942年（昭和17年）に専用鉄道の尺別炭礦鉄道（通称「専鉄」）に切り替わった。1944年（昭和19年）から尺別と浦幌の両炭礦が国策休山となったため、この間は限定的な運用となって、車両や一部のレール等が他に移転されてしまったが、戦後まもなく両炭礦も再開されて徐々に通常に復帰した。1962年（昭和37年）には、沿線の林産物や農産物などの一般貨物の取扱を企図して地方鉄道に移行し、一般旅客の利用も可能となった。但し旅客については、専用鉄道時代の1961年（昭和36年）から社尺別 - 新尺別間の旅客輸送が通学用の混合列車2往復を除いてバス代行となっており、1964年（昭和39年）には新尺別 - 尺別炭山間の通勤輸送もバス代行に置き換えられて旅客扱列車は1往復のみとなった。旅客の国鉄との連絡運輸も最後まで行われなかった。また、地方鉄道に移行後も全国版の時刻表への掲載もなかった。1970年（昭和45年）2月の閉山後は社尺別-新尺別間に一日4往復の旅客列車が運転されたが、4月15日の最終列車をもって全ての運輸事業を廃止し、一切の施設が撤去された。

#### 歴史
- 1918年（大正7年）10月 北日本鉱業が創立（本社尺別）。資本金300万円[31]。
- 1919年（大正8年） 大和鉱業（本社大阪）浦幌炭鉱創業。
- 1920年（大正9年）4月1日 北日本鉱業が尺別 - 尺別炭山（11.7 km）の専用軽便鉄道（ 軌間762 mm ）を開業。
- 1928年（昭和3年）12月17日 北日本鉱業から三菱鉱業雄別炭鉱へ営業譲渡[31]。
- 1936年（昭和11年） 大和鉱業から浦幌炭鉱を三菱鉱業雄別炭鉱へ営業譲渡[31]。
- 1942年（昭和17年）11月3日 三菱鉱業が専用鉄道として尺別 - 尺別炭山間 軌間1067 mm 全長10.8 km開業。軽便鉄道から切替[31]。
- 1946年（昭和21年） 三菱鉱業が雄別炭礦鉄道に尺別炭鉱・浦幌炭鉱の採掘を委託。尺別 - 尺別炭山間の専用鉄道を譲渡。
- 1954年（昭和29年） 浦幌炭鉱閉山。
- 1959年（昭和34年）8月31日 雄別炭礦鉄道から雄別炭礦に社名変更。
- 1962年（昭和37年）1月1日 尺別 - 尺別炭山間を専用鉄道から地方鉄道法に基づく鉄道に変更[32]。また、車扱貨物の連絡運輸を開始[33]。
- 1970年（昭和45年）
  - 2月12日 雄別炭礦が雄別鉄道を吸収合併。
  - 4月16日 尺別 - 尺別炭山間廃止。

#### 駅一覧・接続路線
尺別駅 - 社尺別駅 - 八幡前停留所 - 新尺別駅- 旭町停留所 - 尺別炭山駅
- 尺別駅：根室本線（尺別鉄道線の尺別駅は貨物扱いのみ。旅客は社尺別駅乗り換え。尺別駅も2019年3月廃止）

## バス事業
雄別炭礦は、北海道釧路支庁管内白糠郡音別町（現・釧路市）の根室本線尺別駅から路線・貸切バスの雄鉄バス（釧路）を運行していたが、1970年雄別炭礦の閉山とともにバス路線の全線が廃止となり、釧路市内路線の浄水場線は東邦交通（現・くしろバス）、阿寒町郊外路線の布伏内線は阿寒バスが路線を引き継いだ。
- 1963年（昭和38年）10月7日 - 一般乗合自動車運送事業の免許を受け、バス事業に参入[34]。
- 1964年（昭和39年）
  - 2月1日 雄別線（四区詰所前 - 古潭駅前・木工所前・炭山駅前）、雄別釧路線（雄別炭山駅前 - 大曲 - 釧路駅前）運行開始[34]。
  - 3月13日 - 一般貸切旅客自動車運行事業の免許を受け貸切バス事業に参入[34]。
  - 6月1日 - 雄鉄観光バスの営業を開始[34]。
- 1966年（昭和41年）4月 雄別愛国線（雄別炭山駅前 - 労災病院 - 釧路駅前）、仁々志別線（山花駅前 - 共和46線）運行開始[34]。
- 1968年（昭和43年） 浄水場線（釧路駅前 - 浄水場）運行開始。
- 1970年（昭和45年）
  - 4月1日 東北海道貸切バス事業協同組合発足、加盟。
  - 4月16日 一部路線を阿寒バス、東邦交通に譲渡して、運行停止。

## 関連会社
関連会社の本社業務の多くは雄別炭礦総務が兼務していた。

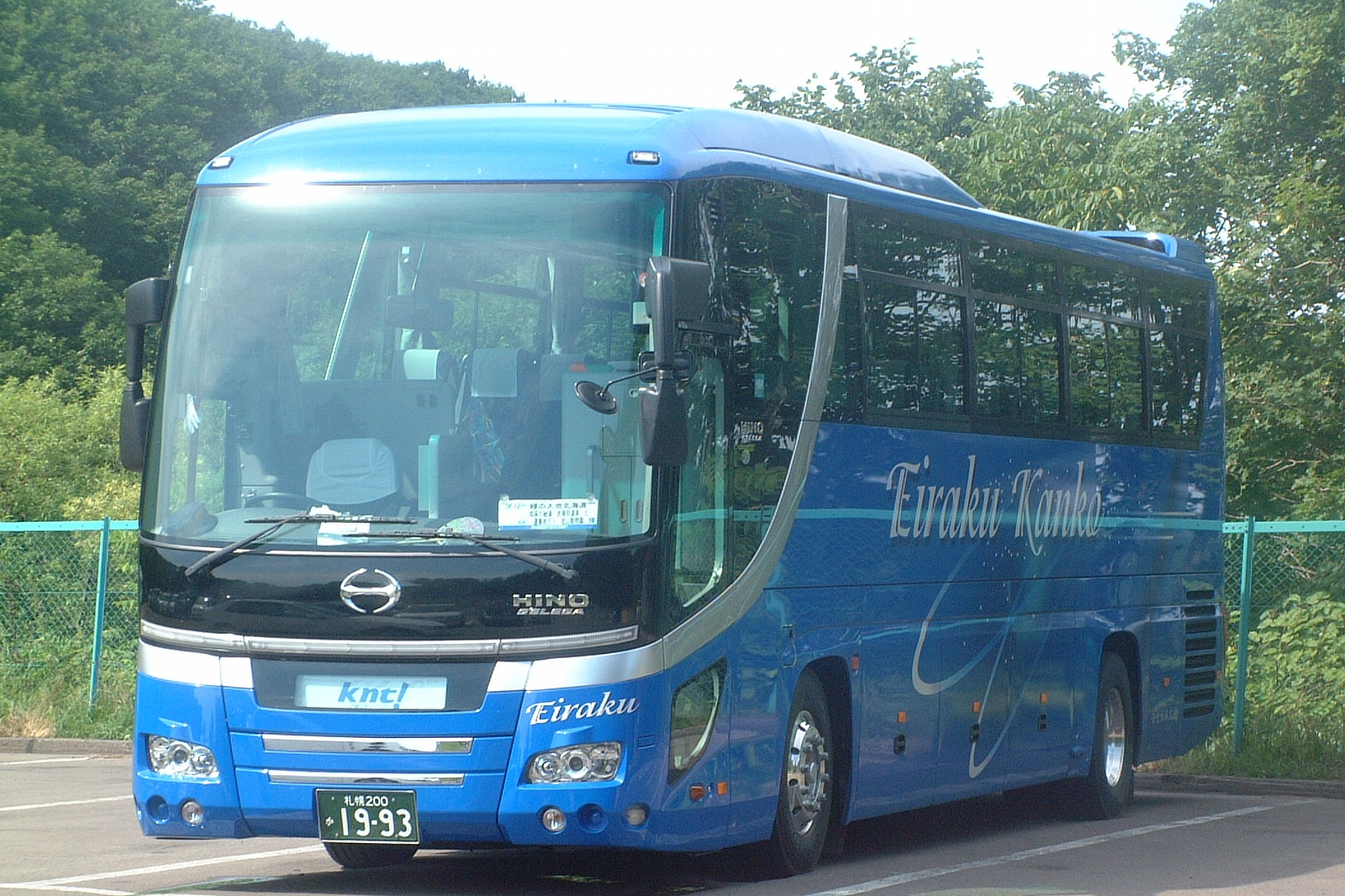
永楽観光バス

- タクシー部門
  - 永楽交通（東京、仙台、札幌、釧路）
2024年現在、仙台の永楽交通のみ存続、東京・釧路の永楽交通は廃業、札幌の永楽交通は後に北びしハイヤー[35]に統合
- 観光バス部門
  - 永楽観光自動車（東京）- 福島交通傘下を経て日本中央バスと合併
  - 永楽観光サービス（東京）
  - 永楽観光バス（札幌）- 1985年に安全タクシーと合併して安全永楽交通となったが、2010年10月で貸切バスから撤退
- 閉山と同時に廃業した関連会社
  - 雄別工作所
  - 雄別商事
  - 雄別石油販売
  - 雄別建材
  - 雄鉄バス
  - 雄鉄観光バス
  - 尺別商事
  - 尺別工作所
  - 茂尻鉄工所
  - 茂尻商事
- 閉山後も存続したが、現在は解散した会社
  - 北海道ドリゾール（木質系セメント板製造）- 1971年にクワザワ傘下となったが、2006年12月同業他社へ事業譲渡、解散
  - 雄別興産 - 1992年倒産。本社札幌市
- 現在も存続している関連会社
  - 釧路製作所
  - 釧路埠頭→北菱産業埠頭 - 現在も美唄市で炭鉱採掘事業を行っている
  - 雄別林業
  - 道東菱和自動車→東北海道三菱自動車→釧路三菱自動車 - 現在は帯広三菱自動車グループ

## 雄別鉄道を扱った作品・展示
- ネット動画「kushiro city 『JR釧路駅に残る昭和！〜謎の扉に潜入！〜』 - YouTube」（作：fmKushiro（FMくしろ公式）、2017年11月3日）
- 釧路市立博物館企画展「道東の鉄路〜国鉄釧路機関区・酒井豊隆の記録〜」[36]2020年7月11日 - 9月27日　釧路市立博物館1階マンモスホール
- 『雄別炭砿閉山50年　雄別・尺別・上茶路』 - 2022年に出版。2020年に行われた企画展の資料等を取りまとめたもの[37]。